# Vamp (groupe)
Pour les articles homonymes, voir Vamp.
Vamp est un groupe norvégien de folk, originaire de Haugesund. Le groupe joue de la musique d'inspiration folklorique combinée à des mises en scène de grands spectacles et du rock. 
À son actif, le groupe compte neuf albums studio, dix disques d'or, trois disques de platines, deux triples platines et cinq prix Spellemann. Entre autres, ils sont nommés dans la catégorie « Interprète de l'année » lors des Spellemann 2006 après le succès de I full symfoni, album d'enregistrements live des  concerts accompagnés du grand orchestre national de la radio (Kringkastingsorkestre, couramment raccourci en Kork).

## Histoire

### Débuts (1992–1998)
Øyvind Staveland et Torbjørn Økland sont à l'initiative du groupe. Au printemps  1992, Jan Paulsen de la maison de disques MajorStudio entend les premières compositions de Vamp lors d'un concert donné à Haugesund et décide immédiatement de leur faire signer  un contrat d'enregistrement avec sa maison de disques,. Staveland travaille sur les textes de Kolbein Falkeid pour mettre sa poésie en musique. Outre Øyvin Staveland qui joue divers instruments et le guitariste Torbjørn Økland, la formation se compose de Carl Øyvind Apeland (basse), d'Erling Sande (batterie) et de Jan Ingvar Toft (chant). Le premier album Godmorgen, søster sort  en 1993. Dans les premier temps, le chiffre des ventes reste très timide, mais avec la notoriété croissante des concerts de Vamp, le groupe gagne en popularité à travers le pays. Autre facteur expliquant le gain de notoriété auprès du public : le phénomène d'engouement pour le titre Tir n'a Noir, omniprésent sur les ondes radiophoniques scandinaves. Avec ses accents de ballade irlandaise et son titre en gaélique, c'est à ce jour la mélodie la plus connue de Vamp auprès du public norvégien. Le groupe poursuit son orientation rock/folk avec Horisonter de 1994>.
Erling Sande, batteur du groupe jusqu'en 1995, est remplacé par Cliffie Grinde. En 1996, Vamp publie deux éditions. D'abord l'album studio 13 humler, puis l'album du concert Folken, intitulé d'après la salle du concert des 23 et 24 octobre 1996 à Stavanger. L'album contient  en sus  une chanson précédemment émise Kun i kveld écrite par Steinar Lyse.
En 1998, Cliffie Grinde quitte le groupe et Vamp continue sans aucun batteur pour le remplacer. Dans Flua på veggen, Cliffie Grinde et Tore Jamne  jouaient tous deux des percussions. Tore Jamne contribue en plus à l'écriture de trois titres de l'album, qui contenait entre autres des textes d'Inger Hagerup, Ingvar Moe et Gunnar Roalkvam et la chanson Kajsa sang, écrite (et enregistrée dans un  album précédent) avec Ole Paus.

### Crise de chanteurs (1998–2002)
Fin 1998, le chanteur Jan Ingvar Toft annonce quitter Vamp. La fin de sa période en tant que chanteur est marquée par l'album de compilation Ei med alt sorti en 1999 et contenant un florilège des trois premiers albums de Vamp. La même année, Vidar Johnsen est recruté en tant que nouveau chanteur et membre associé, principalement dans un contexte de concert. Cependant, lors de l'enregistrement du prochain album studio, En annen sol, Johnsen ne participe pas. Au lieu d'un chanteur régulier, on fait appel à un certain nombre de chanteurs et solistes invités bien connus et établis sur la scène musicale norvégienne, tels que Herborg Kråkevik, Anne Grete Preus, Kirsten Bråten Berg, Morten Abel et Leif Ove Andsnes. De plus, le chanteur démissionnaire, Jan Ingvar Toft, participe également  en interprétant le titre Berget det blå. L'album sort le 20 septembre 2000. Toft et les batteurs Sande, Grinde et Jamne reviennent jouer avec Vamp malgré leur départ du groupe.
En 2001, Vamp participe à l'enregistrement de l'album Camomile avec la chanteuse japonaise Emi Fujita. Elle est déjà une artiste bien connue dans son pays d'origine et choisit d'enregistrer son premier album avec des chansons occidentales bien connues, parmi lesquelles Tir n'a noir en anglais. Certaines parties de l'album sont enregistrées à Sandnes avec Vamp et Rita Eriksen.

### Période Johnsen (2002–2007)

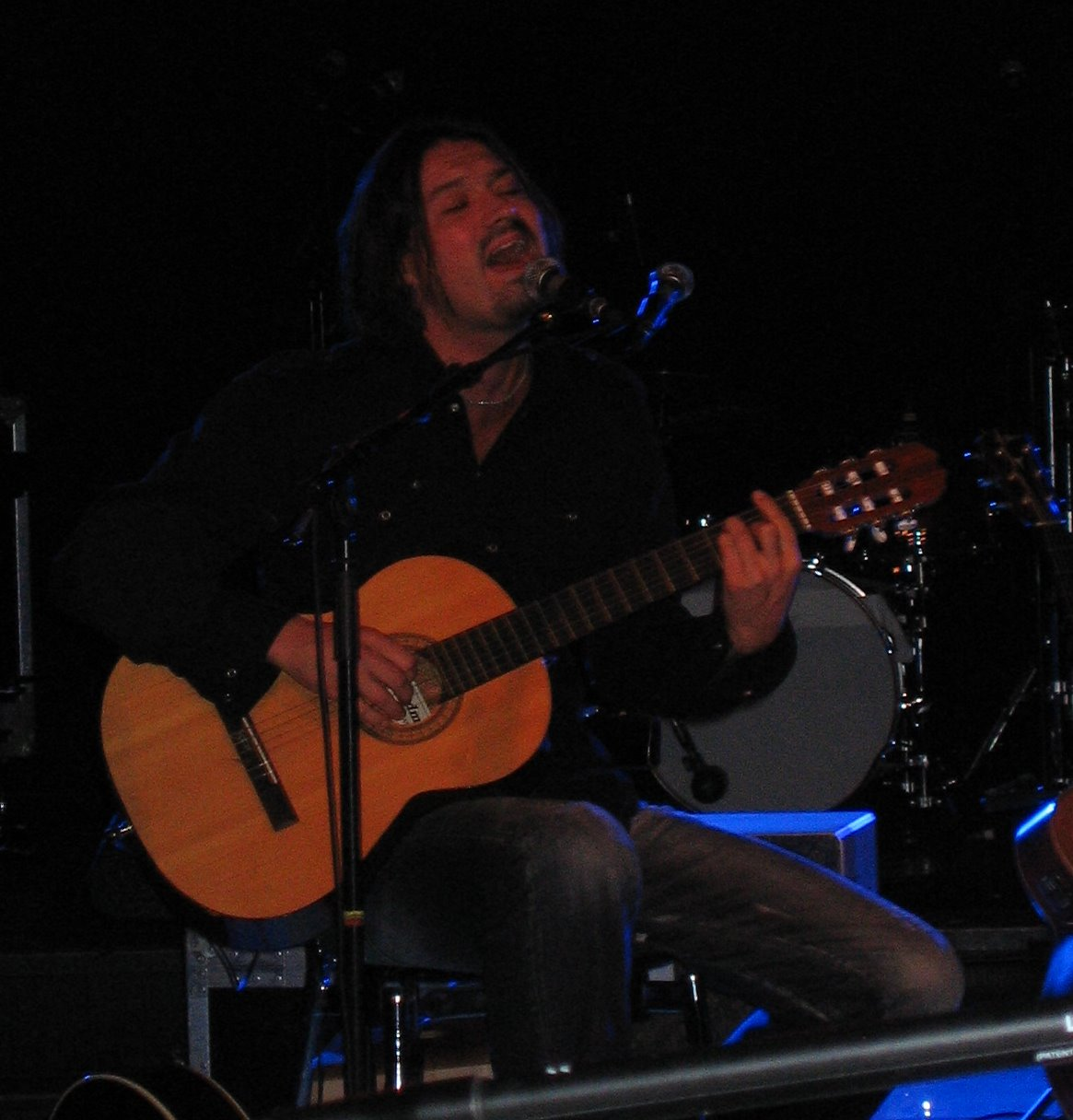
Vidar Johnsen en 2006.

En juillet 2002, la chanson titre Månemannen sort en single, suivi en septembre de l'album Månemannen. Cet opus voit Vidar Johnsen devenir le chanteur principal du groupe. L'album contient des paroles, entre autres, de Hans Børli, Harald Sverdrup, Ottar Engtrø, Håvard Rem, le suédois Nils Ferlin et Ingvar Hovland, en voie de devenir les principaux contributeurs des prochains albums. De plus, comme d'habitude, Falkeid et Birkedal contribuent aux paroles, tandis que Johnsen compose plusieurs mélodies.
Le 24 octobre 2005, sort l'album Siste stikk. Il s'agit du second et dernier album studio avec Johnsen comme chanteur principal. Le fils d'Øyvind Staveland, Odin Staveland, contribue également à cet opus en tant que compositeur, batteur, pianiste et rappeur. En à peine une semaine après sa sortie, les ventes s'élèvent à 40 000 exemplaires et Vamp se hisse pour la première fois en tête de la VG-list des artistes norvégiens les plus vendus. L'album reste dans les charts pendant 26 semaines. Certifié or et platine, Siste stikk est un énorme succès en Norvège pourtant, selon Øyvind Staveland ;  « C'est probablement le disque le moins commercial que nous ayons réalisé . ». Le 2 novembre 2005, Vamp entame la tournée promotionnelle de son dernier disque en commençant par la ville de Bergen.

#### Kork
Au printemps 2005, Vamp donne des concerts accompagné du grand orchestre de la radio (Kork), Jan Ingvar Toft et Rita Eriksen. Le concert de près d'une demi-heure est enregistré au Rockefeller, salle de concert à Oslo, et diffusé sur NRK1. À l'automne 2006, l'album du concert sort sous le titre I full symfoni en format CD et en DVD. En outre, la version de Tir n'a noir du concert sort en single. L'album et le DVD se vendent bien et restent dans les charts des ventes pendant plus de six mois, dont plusieurs semaines numéro un. Dans la mouvance de ces sorties, Vamp et le grand orchestra se lancent dans une tournée en Norvège. La version originale de Tir n'a noir (de l'album Godmorgen, søster) sort également en single plus tôt cette année-là. La chanson fait son entrée dans les ventes grâce aux téléchargements avec les mêmes performances qu'un single ordinaire. Après son succès ces dernières années, Vamp vient à être nommé « Spellemann de l'année » à l'édition 2006 des prix Spellemann.
En février 2007, il devient clair que Vamp et le chanteur Vidar Johnsen mettent fin à leur collaboration après l'expiration du contrat de Johnsen avec le groupe à la fin de l'année 2006. Le groupe annonce par la même occasion que 2007 serait une année blanche du point de vue production/création.

### Comédie musicale (2007)

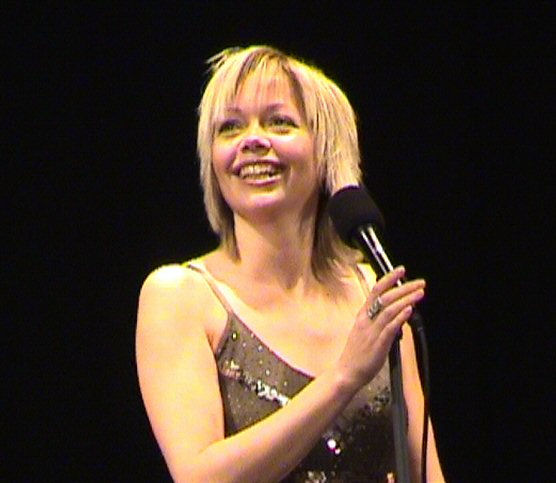
Britt-Synnøve Johansen en 2004.

À l'automne 2007, le Haugesund Teater met en scène la comédie musicale Hallo – adjø fondée sur la musique de Vamp. La pièce est créée à Haugesund, sa première a lieu le vendredi 7 septembre 2007 et est également jouée au centre culturel de Sandnes, la commune voisine,. Les rôles principaux sont interprétés par Jon Eikemo, Elisabeth Moberg, Britt-Synnøve Johansen et Grethe Svensen. En vingt jours, le spectacle attire 15 000 spectateurs,.

### Arrivée de nouveaux membres (depuis 2008)

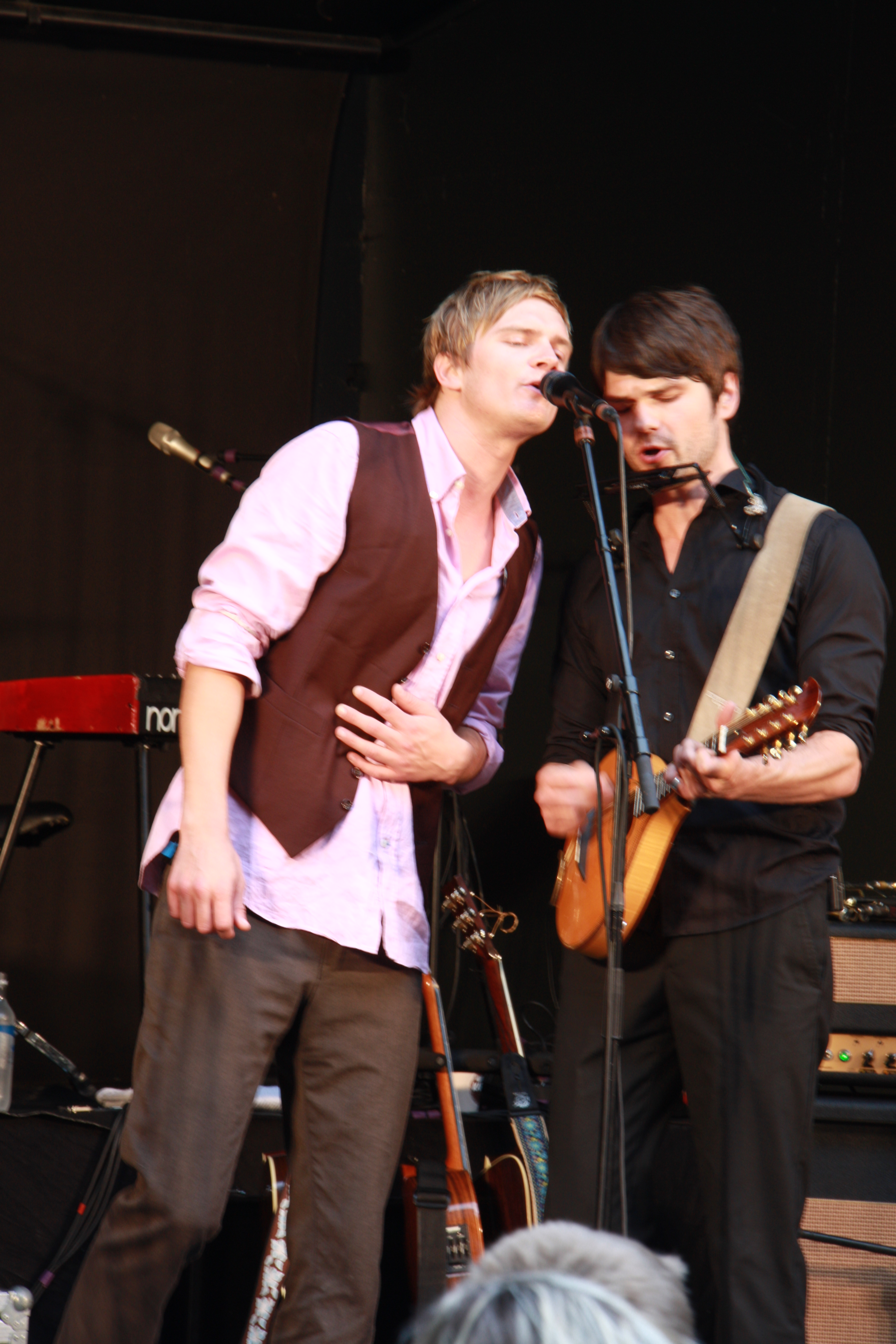
Odin Staveland et Paul Hansen en 2011.

En décembre 2007, le groupe présente deux nouveaux membres associés avant l'enregistrement du disque et les tournées en 2008 et 2009 : Paul Hansen, du groupe Cortina, en tant que nouveau chanteur principal et Odin Staveland, qui ont tous deux contribué à Siste stikk au clavier et sur divers instruments,. Plus tard, on apprend que Birger Mistereggen s'ajoute comme troisième membre associé en tant que nouveau batteur. Rencontré lors des concerts avec le grand orchestre radiophonique (KORK) où il est batteur, Vamp souhaite désormais faire appel aux services de Mistereggen pour les prochains albums et aussi la tournée à venir.
Avec du sang neuf dans sa composition, le groupe entre en studio au premier semestre 2008 pour enregistrer son huitième album. En juin sort le premier avant-goût du prochain album sous la forme du single Velkommen inn, tandis que l'album lui-même, intitulé St. Mondag est publié le 20 octobre  2008 et se vend à hauteur de 80 000 exemplaires.

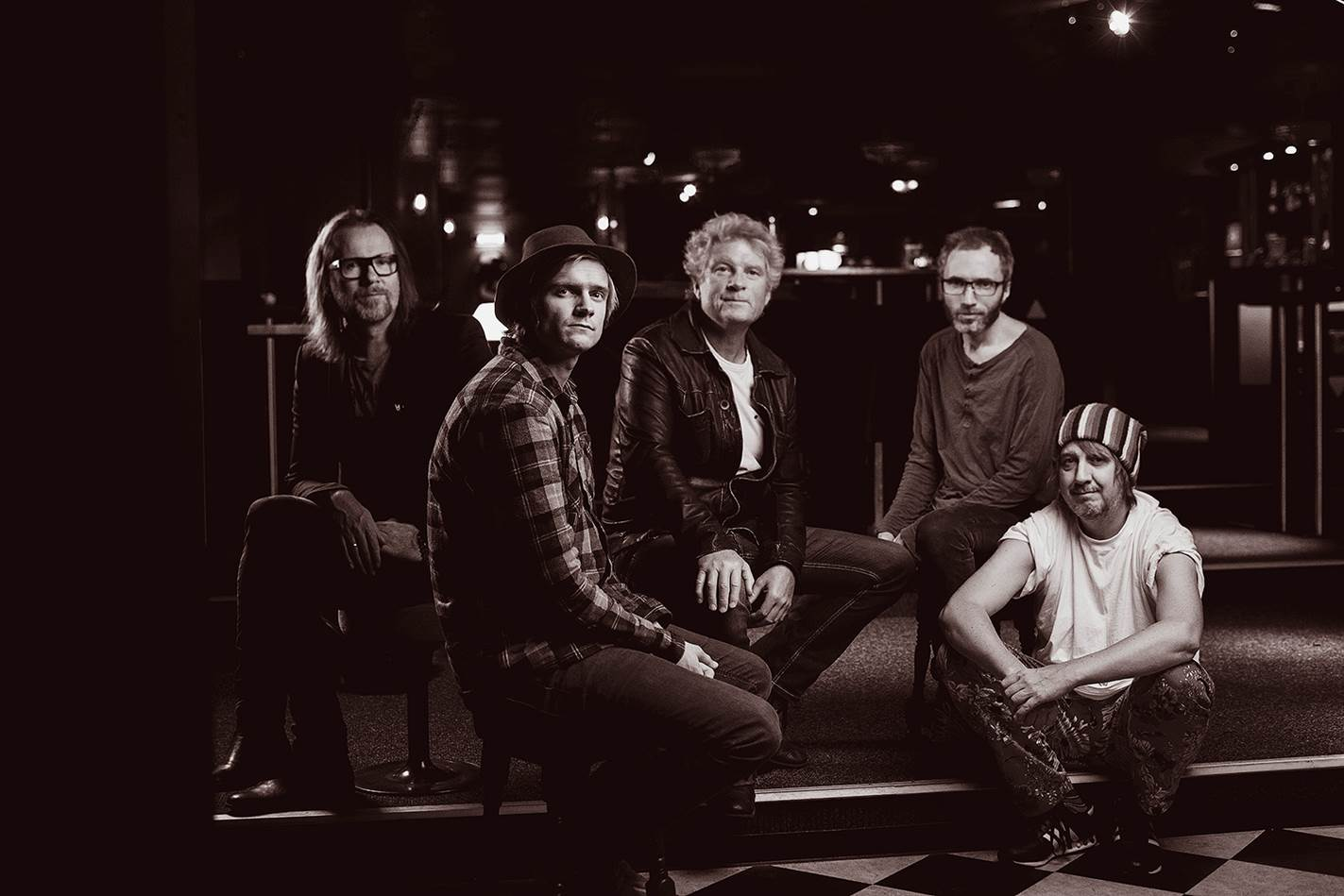
Vamp en 2014, de gauche à droite : Bjørn Berge, Odin Staveland, Øyvind Staveland, Kjetil Dalland, Jan Ingvar Toft.

C'est la première fois que les membres du groupe contribuent eux-mêmes aux paroles, avec quatre textes d'Odin Staveland et un d'Øyvind Staveland. Odin Staveland est également à l'origine de plusieurs mélodies. Après la sortie de l'album, le groupe se lance dans une vaste tournée dans toute la Norvège.
En 2014, Jan Ingvar Toft, premier chanteur et guitariste du groupe, qui avait quitté la formation en 1999, revient en tant que membre associé,. La même année, le bassiste Kjetil Dalland intègre Vamp ainsi que le claviériste Lars Eirik Støle en 2015 et le guitariste Stian Tønnesen en 2019,.

## Collaborations artistiques
Vamp est coutumier des collaborations avec d'autres figures de la scène musicale nordique. Ainsi en juin 2005, lors du concert I full symfoni à Oslo avec le Kringkastingsorkestret (Kork) on les voit interpréter leurs chansons avec Anne Grete Preus ou bien Rita Eriksen,. La chanteuse féroïenne Eivør rejoint le groupe norvégien pour deux concerts au Rockefeller Music Hall à Oslo (les 29 et 30 avril 2010) avec pour une récidive avec  le Kork. Ces concerts enregistrés paraissent en CD et DVD le 25 octobre 2010, sous le titre I full symfoni II. Fin octobre, elle part en tournée à travers la Norvège avec Vamp et le Kork (douze concerts sur neuf dates, 30 000 spectateurs).

## Membres

### Membre actuel
- Øyvind Staveland — violon, alto, accordéon, flûte, chant (depuis 1991)

### Membres associés
- Odin Staveland — clavier, batterie, guitare, chant (depuis 2008)
- Jan Ingvar Toft — chant, guitare (1991–1999, puis associé depuis 2014)
- Stian Tønnesen — guitare, banjo, mandoline (depuis 2019)
- Kjetil Dalland — basse (depuis 2014)
- Lars Eirik Støle — claviers (depuis 2015)

### Anciens membres
- Torbjørn Økland — guitare, mandoline, bouzouki, trompette, chœur (1991-2014)
- Calle Apeland — basse, claviers, guitare, chœur (1991-2014)
- Erling Sande — batterie, percussions (1991–1995)
- Cliffie Grinde — batterie, percussions,chœur (1995–1998)
- Tore Jamne — batterie, percussions (1998–2005, 2010-2014)
- Vidar Johnsen — chant, guitare, claviers, percussions (1999–2006)
- Paul Hansen — chant, guitare, harmonica (2008-2014)
- Birger Mistereggen — batterie, percussions, harmonica (2008–2009)
- Bjørn Berge — guitare (2014-2019)

## Paroliers
La plupart des textes sont écrits par des auteurs norvégiens. Parmi les plus notables, il est possible de citer Kolbein Falkeid. Il est entre autres l'auteur de Tir n'a noir. Il convient de préciser entre autres car Falkeid est derrière la moitié des paroles des trois premiers albums, et ses textes sont utilisés sur tous les albums. Une collaboration qui se poursuit jusqu'à la fin de la vie du poète (2021). Un autre auteur notable par le grand nombre de ses contributions est Arnt Birkedal. Ses textes se retrouvent dans la plupart des albums, ainsi qu'Ingvar Hovland, le contributeur le plus important sur Siste stikk de 2005 et St. Mandag de 2008. La plupart des musiques sont composées par Øyvind Staveland et, dans les débuts du groupe, également par Jan Ingvar Toft. Plus tard, Torbjørn Økland, Carl Øyvind Apeland, Vidar Johnsen, Paul Hansen et Odin Staveland apportent aussi leur plume.

## Discographie

### Albums studio
- 1993 : Godmorgen, søster (MajorStudio)
- 1994 : Horisonter (MajorStudio)
- 1996 : 13 humler (MajorStudio)
- 1998 : Flua på veggen (MajorStudio)
- 2000 : En annen sol (MajorStudio)
- 2002 : Månemannen (MajorStudio)
- 2005 : Siste stikk (MajorStudio)
- 2008 : St. Mandag (MajorStudio)
- 2012 : Liten fuggel (Universal Music A/S)
- 2015 : Populas (Universal)
- 2017 : La la la (Universal / Vitamin)
- 2019 : Brev (TBC Records)
- 2021 : Tiå det tar (TBC Records)[30],[31]

### Autres publications
- 1996 : Folken (MajorStudio, album des concerts)
- 1999 : Ei med alt (MajorStudio, compilation)
- 2001 : Camomile (MajorStudio, album avec Emi Fujita et Rita Eriksen)
- 2006 : I full symfoni (MajorStudio, concert en CD)
- 2006 : I full symfoni (MajorStudio, concert en DVD)[9]
- 2010 : I full symfoni II - Med Kringkastingsorkesteret (MajorStudio, CD et DVD)
- 2013 To me alt (Universal)

### Singles et EP
- 2002 : Månemannen (MajorStudio)
- 2004 : Tir n'a Noir (MajorStudio, version instrumentale)
- 2006 : Tir n'a Noir (MajorStudio, version de l'album Godmorgen, søster)
- 2006 : Tir n'a Noir (MajorStudio, avec l'orchestre de la radio norvégienne, issu de l'album I full symfoni)
- 2008 : Velkommen Inn (MajorStudio)
- 2008 : På Bredden (MajorStudio)
- 2012 : Liten Fuggel (Universal Music A/S)
- 2012 : «Skål» (2012, Universal Music A/S)
- 2015 : «Elmer» (Universal Music A/S)
- 2016 : Amilia» (Universal Music A/S)
- 2018 : Brev (TBC Records)
- 2018 : Natt (TBC Records)
- 2019 : Hjerta mitt (TBC Records)
- 2019 :The Comfort Song (avec Ida Maria),
- 2019 : Rosa (TBC Records)
- 2019 : Connys Englar (FK Haugesund)
- 2021 : Når morgendagen komme (TBC Records)
- 2021 : Løvblad i vinden TBC Records()
- 2021 : Smak av salt (TBC Records)

## Distinctions
- Prix Spellemann 1993, catégorie folk/tradi. pour l'album Godmorgen, søster[32]
- Prix d'honneur Alf Prøysen 1996 partagé avec Kolbein Falkeid[33]
- Prix Spellemann 1996, catégorie folk/tradi. pour l'album 13 humler[34]
- Prix des arts Rolf Gammleng 1998 dans la catégories folk/tradi.
- Prix Spellemann 1998, catégories folk/tradi. et folk/rock pour l'album Flua på veggen[35]
- Prix Spellemann 2005, catégorie folk/tradi. pour l'album Siste stikk[36]
- Spellemann de l'année, édition des prix Spellemann 2006[37]